# Президентские выборы на Кипре (2013)
Президентские выборы в Республике Кипр 2013 года проходили в два тура 17 и 24 февраля. Президент Димитрис Христофиас не баллотировался на выборах. Первый тур завершился 17 февраля, явка составила более 83 % от зарегистрированных избирателей. Никто из кандидатов не набрал более 50 %. Во второй тур вышли правоцентристский политик от Демократического объединения Никос Анастасиадис, получивший 45 % голосов, и представитель левой Прогрессивной партии трудового народа Кипра Ставрос Малас.
Никос Анастасиадис был избран президентом во втором туре, набрав 57,48 % голосов при явке 81,6 %. Инаугурация избранного президента прошла 28 февраля, а новое правительство приступило к работе 1 марта 2013 года.

## Кандидаты
Кандидаты в президенты Кипра должны быть рекомендованы гражданином Кипра и поддержаны ещё восемью гражданами. 18 января были объявлены 11 подтверждённых кандидатов.
Кандидаты и поддерживающие их партии:
- Никос Анастасиадис, поддерживается следующими партиями: Демократическое объединение (DISY), Демократическая партия (DIKO), частично Социальный альянс (Европейская партия и Движение за экологию и защиту окружающей среды).
- Ставрос Малас (Прогрессивная партия трудового народа Кипра).
- Гиоргиос Лиликас, поддерживается следующими партиями: Движение за социал-демократию, частично Европейская партия и Движение за экологию и защиту окружающей среды.
- Лакис Иоанну (Народная социалистическая партия, LASOK).
- Праксула Антониаду (Объединённые демократы).
- Георгиос Хараламбус (ELAM).
- Лукас Ставру (EDIK).
- Андреас Эфстратиу.
- Макариа-Андри Стилиану.
- Солон Грегориу.
- Костас Кириаку.

## Кампания
Ожидалось, что Никос Анастасиадис из демократической DYSY может победить уже в первом туре после многочисленных финансовых и экономических проблем, с которыми столкнулась страна во время правления коммуниста Димитриса Христофиаса. Однако в первом туре бывший министр здравоохранения Ставрос Малас из Прогрессивной партии трудового народа Кипра (преемницы Коммунистической партии) смог набрать 27 %, что привело к необходимости 2-го тура. Никос Анастасиадис был одним из немногих политиков Кипра, который выступал за принятие плана Аннана по объединению острова во время референдума 2004 года, что привело к длительному падению его авторитета.

## Результаты
Результаты президентских выборов на Кипре 17 и 24 февраля 2013 года.
| Кандидаты                                | 1-й тур | 1-й тур | 2-й тур | 2-й тур |
| Кандидаты                                | Голоса  | %       | Голоса  | %       |
| ---------------------------------------- | ------- | ------- | ------- | ------- |
| Никос Анастасиадис                       | 200 591 | 45,46   | 236 965 | 57,48   |
| Ставрос Малас                            | 118 755 | 26,91   | 175 267 | 42,52   |
| Георгиос Лиликас                         | 109 996 | 24,93   |         |         |
| Георгиос Хараламбус                      | 3899    | 0,88    |         |         |
| Праксула Антониаду                       | 2678    | 0,61    |         |         |
| Макариа-Андри Стилиану                   | 1898    | 0,43    |         |         |
| Лакис Иоанну                             | 1278    | 0,29    |         |         |
| Солон Грегориу                           | 792     | 0,18    |         |         |
| Костас Кириаку                           | 722     | 0,16    |         |         |
| Андреас Эфстратиу                        | 434     | 0,10    |         |         |
| Лукас Ставру                             | 213     | 0,05    |         |         |
| Действительные бюллетени                 | 441 212 | 100,00  | 412 232 | 100,00  |
| Пустые бюллетени                         | 4460    | 0,98    | 18 030  | 4,05    |
| Недействительные бюллетени               | 7826    | 1,73    | 14 747  | 3,31    |
| Явка (от 545 491 зарегистр. избирателей) | 453 498 | 83,14   | 445 009 | 81,58   |
| Источник: Ministry of the Interior       |         |         |         |         |